# Phlyctenosis gracilicornis
Phlyctenosis gracilicornis är en skalbaggsart som först beskrevs av Waterhouse 1882.  Phlyctenosis gracilicornis ingår i släktet Phlyctenosis och familjen långhorningar.
Artens utbredningsområde är Madagaskar. Inga underarter finns listade i Catalogue of Life.